# Frullania subcordistipula
Frullania subcordistipula là một loài Rêu trong họ Jubulaceae. Loài này được Stephani mô tả khoa học đầu tiên năm 1924.